# Bistum Viterbo
Das Bistum Viterbo (lateinisch Dioecesis Viterbiensis, italienisch Diocesi di Viterbo) ist eine in Italien gelegene römisch-katholische Diözese mit Sitz in Viterbo.

## Geschichte
Das Bistum Viterbo wurde im 6. Jahrhundert errichtet und dem Heiligen Stuhl direkt unterstellt. Im 12. Jahrhundert wurde dem Bistum Viterbo das Bistum Tuscanella angegliedert. Dem Bistum Viterbo und Tuscania wurde am 2. Mai 1936 durch Papst Pius XI. mit der Apostolischen Konstitution Ad maius christiani die Territorialabtei San Martino al Monte Cimino angegliedert.
Am 27. März 1986 wurden durch Papst Johannes Paul II. mit der Apostolischen Konstitution Qui non sine die Bistümer Acquapendente, Bagnoregio und Montefiascone dem Bistum Viterbo und Tuscania angegliedert. Das Bistum Viterbo, Acquapendente, Bagnoregio, Montefiascone, Tuscania und San Martino al Monte Cimino wurde am 16. Februar 1991 in Bistum Viterbo umbenannt.